# La grande peccatrice (film 1914)
La grande peccatrice (Die große Sünderin) è un film muto del 1914 diretto da Curt A. Stark.

## Produzione
Il film fu prodotto dalla Messter Film.

## Distribuzione
La prima del film si tenne a Berlino l'8 maggio 1914.